# Nora David
Pour les articles homonymes, voir David (patronyme).
Nora David Ratcliff, baronne David (23 septembre 1913 - 29 novembre 2009) est une femme politique britannique du Parti travailliste.

## Biographie
Née Nora Ratcliff Blakesley, fille d'un commerçant, elle fait ses études à Ashby-de-la-Zouch Girls 'Grammar School et à Saint Felix School, Southwold avant d'aller au Newnham College de Cambridge pour étudier l'anglais en 1935. La même année, elle épouse Richard William David (décédé en 1993) avec qui elle a deux fils et deux filles.
Elle est conseillère de la ville de Cambridge de 1964 à 1967 et de 1968 à 1974, lorsqu'elle devient conseillère du comté du Conseil du comté de Cambridgeshire. Elle est juge de paix à Cambridge de 1965 jusqu'à sa mort.
Elle est créée pair à vie en tant que baronne David, de Romsey dans la ville de Cambridge, le 28 avril 1978. Elle est porte-parole de l'opposition sur l'éducation de 1979 à 1985 et de nouveau de 1987 à 1997, et pour l'environnement (1985-1987). Elle est whip du gouvernement et de l'opposition de 1978 à 1987. Elle s'intéresse à l'éducation, l'environnement, les affaires intérieures et les enfants. Elle est membre du Newnham College, Cambridge.
La baronne David est un membre actif de la Chambre des lords. Le mercredi 31 janvier 2007, elle glisse et tombe dans un escalier roulant sur le domaine parlementaire ; elle est transportée d'urgence à l'hôpital. Peu de temps après la chute, elle se retire en Cornouailles. Elle décède le 29 novembre 2009, à l'âge de 96 ans.